# Comuna Oreava, Skole
Oreava (în ucraineană Орява) este o comună în raionul Skole, regiunea Liov, Ucraina, formată din satele Oreava (reședința) și Pohar.

## Demografie
Componența lingvistică a comunei Oreava
     Ucraineană (99,42%)
     Alte limbi (0,38%)
Conform recensământului din 2001, majoritatea populației comunei Oreava era vorbitoare de ucraineană (99,42%), existând în minoritate și vorbitori de alte limbi.